# فیودور خیتروک
فیودور ساولیویچ خیتروک (روسی: Фёдор Саве́льевич Хитру́к؛ ۱ مهٔ ۱۹۱۷ – ۳ دسامبر ۲۰۱۲) کارگردان فیلم، فیلم‌نامه‌نویس و پویانمای یهودی اهل روسیه بود.
از فیلم‌ها یا مجموعه‌های تلویزیونی که وی در آن‌ها نقش داشته‌است، می‌توان به بانی‌فیکس به تعطیلات می‌رود اشاره نمود.
وی همچنین برندهٔ جوایزی همچون نشان جنگ میهنی، جایزه دولتی اتحاد شوروی، هنرمند مردمی جمهوری شوروی فدراتیو سوسیالیستی روسیه، و جایزه هنرمند مردمی اتحاد جماهیر شوروی شده‌است.